# Adinandra nunkokensis
Adinandra nunkokensis är en tvåhjärtbladig växtart som beskrevs av Clarence Emmeren Kobuski. Adinandra nunkokensis ingår i släktet Adinandra och familjen Pentaphylacaceae. Inga underarter finns listade i Catalogue of Life.